# Albertina Carri
Albertina Carri, född 1973 i  Buenos Aires, är en argentinsk regissör som bland annat har regisserat filmen Géminis (2005).